# Echinozone bispinosa
Echinozone bispinosa là một loài chân đều trong họ Munnopsidae. Loài này được Kussakin & Vasina miêu tả khoa học năm 1982.